# Koenraad I van Brandenburg
Koenraad I van Brandenburg (circa 1240 - 1304) was van 1266 tot 1304 mede-markgraaf van Brandenburg-Stendal. Hij behoorde tot het huis Ascaniërs.

## Levensloop
Hij was de derde zoon van markgraaf Johan I van Brandenburg en Sophia van Denemarken, dochter van koning Waldemar II van Denemarken. Nadat zijn vader in 1266 overleed, volgden Koenraad I en zijn broers Johan II, Otto IV en Hendrik I hem op als markgraven van Brandenburg-Stendal.
Als markgraaf bestuurde Koenraad I voornamelijk Neumark, een gebied dat nog maar korte tijd in handen was van de markgraven van Brandenburg. Hij liet zich echter zeer weinig in met politieke zaken. Zijn belangrijkste politieke daad was het verdrag dat hij en zijn broer Otto IV sloten met hertog Mestwin II van Pommeren, waarbij Brandenburg de stad Gdańsk en het gebied rond de stad Rügenwalde verwierf.
In 1304 overleed hij, waarna hij begraven werd in de abdij van Chorin.

## Huwelijk en nakomelingen
Koenraad huwde met Constance van Groot-Polen (overleden in 1281), dochter van hertog Przemysł I van Groot-Polen. Ze kregen volgende kinderen:
- Johan IV (1261-1305), markgraaf van Brandenburg
- Otto VII (overleden in 1308), markgraaf van Brandenburg en lid van de Orde van de Tempeliers
- Waldemar (1280-1319), markgraaf van Brandenburg
- Agnes (overleden in 1329), huwde in 1300 met vorst Albrecht I van Anhalt-Zerbst.

## Voorouders
| Voorouders van Koenraad I van Brandenburg | Voorouders van Koenraad I van Brandenburg                                 | Voorouders van Koenraad I van Brandenburg                                 | Voorouders van Koenraad I van Brandenburg                                 | Voorouders van Koenraad I van Brandenburg                                 | Voorouders van Koenraad I van Brandenburg                                    | Voorouders van Koenraad I van Brandenburg                                    | Voorouders van Koenraad I van Brandenburg                                             | Voorouders van Koenraad I van Brandenburg                                             |
| ----------------------------------------- | ------------------------------------------------------------------------- | ------------------------------------------------------------------------- | ------------------------------------------------------------------------- | ------------------------------------------------------------------------- | ---------------------------------------------------------------------------- | ---------------------------------------------------------------------------- | ------------------------------------------------------------------------------------- | ------------------------------------------------------------------------------------- |
| Overgrootouders                           | Otto I van Brandenburg (1127-1184) ∞ Adelheid (-)                         | Otto I van Brandenburg (1127-1184) ∞ Adelheid (-)                         | Koenraad II van Lausitz (1159-1210) ∞ Elisabeth van Polen (1152-1209)     | Koenraad II van Lausitz (1159-1210) ∞ Elisabeth van Polen (1152-1209)     | Waldemar I van Denemarken (1131-1182) ∞ Sophia van Minsk (1141-1198)         | Waldemar I van Denemarken (1131-1182) ∞ Sophia van Minsk (1141-1198)         | Ramon Berenguer IV van Barcelona (1113-1162) ∞ 1150 Petronella van Aragón (1135–1174) | Ramon Berenguer IV van Barcelona (1113-1162) ∞ 1150 Petronella van Aragón (1135–1174) |
| Grootouders                               | Albrecht II van Brandenburg (1175-1220) ∞ Mathilde van de Lausitz (-1255) | Albrecht II van Brandenburg (1175-1220) ∞ Mathilde van de Lausitz (-1255) | Albrecht II van Brandenburg (1175-1220) ∞ Mathilde van de Lausitz (-1255) | Albrecht II van Brandenburg (1175-1220) ∞ Mathilde van de Lausitz (-1255) | Waldemar II van Denemarken (1170-1241) ∞ Berengaria van Portugal (1198-1221) | Waldemar II van Denemarken (1170-1241) ∞ Berengaria van Portugal (1198-1221) | Waldemar II van Denemarken (1170-1241) ∞ Berengaria van Portugal (1198-1221)          | Waldemar II van Denemarken (1170-1241) ∞ Berengaria van Portugal (1198-1221)          |
| Ouders                                    | Johan I van Brandenburg (1213-1266) ∞ Sophia van Denemarken (1217-1247)   | Johan I van Brandenburg (1213-1266) ∞ Sophia van Denemarken (1217-1247)   | Johan I van Brandenburg (1213-1266) ∞ Sophia van Denemarken (1217-1247)   | Johan I van Brandenburg (1213-1266) ∞ Sophia van Denemarken (1217-1247)   | Johan I van Brandenburg (1213-1266) ∞ Sophia van Denemarken (1217-1247)      | Johan I van Brandenburg (1213-1266) ∞ Sophia van Denemarken (1217-1247)      | Johan I van Brandenburg (1213-1266) ∞ Sophia van Denemarken (1217-1247)               | Johan I van Brandenburg (1213-1266) ∞ Sophia van Denemarken (1217-1247)               |
| Koenraad I van Brandenburg (1240-1304)    |                                                                           |                                                                           |                                                                           |                                                                           |                                                                              |                                                                              |                                                                                       |                                                                                       |